# Жив був кіт
Жив був кіт (яп. ルドルフとイッパイアッテナ, Рудоруфу то Іппаіаттена, англ. Rudolf the Black Cat) — японський повнометражний комп'ютерний мультфільм 2016 року, знятий за мотивами однойменного твору Хіросі Саїто, що вийшов 1987 року. В Україні мультфільм вийшов 13 липня 2017 в обмеженому прокаті.

## Сюжет
Кошеня Рудольф живе у люблячої його дівчинки Рі. Він хоче дізнатися, що знаходиться поза стінами будинку, і незабаром тікає з двору через незамкнену хвіртку. Перебуваючи на вулиці, Рудольф краде рибу і тікає від розлюченого продавця. При втечі кошеня застрибує у вантажівку, яка їде в інше місто. Опинившись у невідомому місці, Рудольф зустрічає великого рудого кота, який на запитання про ім'я відповідає: «Їхній мільйон…», але Рудольф буквально сприймає його ім'я як Іхмільйон. Іхмільйон бере Рудольфа під своє крило. Також він дізнається, що кошеня нічого не знає про свій будинок, крім того, що воно знаходиться на третій вулиці.
Наступного дня Іхмільйон показує Рудольфу місто, і той помічає, що різні люди називають Іхмільйона різними іменами. Після прогулянки Рудольф знайомиться з котом Буші, який показує йому бульдога Диявола, що живе у дворі одного будинку, і розповідає Рудольфу, що Іхмільйон був домашнім котом.
Коли Рудольф розповідає Іхмільйону все, що почув від Буші, той приводить його до будинку, розташованого по сусідству з будинком, де живе Диявол, і розповідає, що його першим ім'ям було Тигр, а господар навчив його читати, але незабаром поїхав, і Тигр залишився в місті, де йому стали в пригоді навички читання, один. Іхмільйон вирішує навчити Рудольфа читати, щоб кошеня могло повернутися додому. У процесі навчання Рудольф дізнається, що його будинок знаходиться у місті Ґіфу, після чого намагається вирушити додому на фургоні, який виявляється морозильною камерою, але Іхмільйон та Буші рятують його.
З приходом осені Рудольф та Іхмільйон знаходять листівку з інформацією про автобусну екскурсію в Ґіфу і розуміють, що це шанс для Рудольфа нарешті повернутися додому. Але перед від'їздом кошеня дізнається від Буші, що Іхмільйон сильно поранений, і звертається за допомогою до шкільного вчителя, який знайомий з Іхмільйоном і дозволив котам скористатися бібліотекою у себе в школі. Чоловік відносить кота до ветеринарної клініки. Від Буші Рудольф дізнається, що Іхмільйон вирушив до Диявола за м'ясом і був навіть готовий на принизливі дії, але попри виконане прохання, Диявол накинувся на Іхмільйона. Рудольф у помсту перемагає Диявола і змушує його більше не залякувати котів, але втрачає можливість вирушити додому.
З настанням весни Рудольф дізнається, що будинок, у якому колись мешкав господар Іхмільйона, планують знести. Проходячи повз цей будинок, Рудольф дізнається від Диявола, що колись вони з Тігром товаришували, але після від'їзду господаря кота Диявол став глузувати з Іхмільйона, заздривши його свободі (сам пес сидів на прив'язі). Пізніше Іхмільйон розповідає Рудольфу, що наступного дня у бік Ґіфу має вирушити вантажівка, на якій кошеня зможе з пересадками дістатися до будинку, і вчить його орієнтуватися по номерним знакам (в Японії на них вказують назви префектур). Перед від'їздом друзі влаштовують Рудольфу прощальну вечерю у дворі Диявола (яка до цього моменту вже стала доброю). Іхмільйон теж планує залишити місто, думаючи, що його господар так і не повернеться, оскільки його будинок перебудовують.
Подолавши довгий шлях до Ґіфа, Рудольф нарешті знаходить свій будинок, але виявляється розчарований: з часів його зникнення пройшов рік, і його замінили іншим чорним кошеням, якого також звати Рудольфом. Виявляється, що у них одна мати. Коли кошеня запитує його ім'я, перший Рудольф вимовляє «Іхмільйон», і кошеня вважає це дивним ім'ям, як і сам Рудольф раніше. Рудольф обіймається зі сплячою Рі, а коли вона встає, залишає будинок і повертається назад до іншого міста.
Повернувшись, Рудольф зустрічається з Іхмільйоном і дізнається, що він нікуди не йшов, тому що людина, яка відремонтувала будинок, виявився його господарем. Увечері на подвір'ї цього будинку друзі влаштовують вечірку.

## Персонажі
- Рудольф (яп. ルドルフ, Рудоруфу) — протагоніст мультфільму. Кошеня, яке через свою цікавість випадковим чином загубилося. Має чорне забарвлення, з частково білим забарвленням на голові та на кінчику хвоста.

Сейю: Мао Іноуе.
- Іхмільйон/Самотній кіт/Тигр/Бос (яп. イッパイアッテナ, Іппайаттена) — девтерагоніст мультфільму. Великий смугастий кіт із сумішшю кремового та білого забарвлення. Бере загубленого Рудольфа під «своє крило» і стає його наставником. Має безліч різних імен, відгукується на всі з них.

Сейю: Рехей Судзукі.
- Буші (яп. ブッチー, Бутті:) — тритагоніст мультфільму. Худий кіт з триколор забарвлення. Імовірно — породи орієнтал. Буші живе у своїх господарів у магазині посуду. Протягом мультфільму у Буші з'являється пара — скоттіш-фолд Міссі.

Сейю: Норіто Ясіма.

## Прокат
Прем'єра мультфільму відбулася в Японії 6 серпня 2016 року. У перший уїк-енд мультфільм посів 5-те місце серед найкасовіших мультфільмів у Японії, зібравши суму в розмірі 187,3 млн єн. До другого уїк-енду зібрав 6,6 млн доларів, а до третього уїк-енду — 10,2 млн доларів.
В Україні мультфільм вийшов у прокат 13 липня 2017 року.